# Бурвег
Бурвег (нем. Burweg) — община в Германии, в земле Нижняя Саксония.
Входит в состав района Штаде. Подчиняется управлению Ольдендорф. Население составляет 986 человек (на 31 декабря 2010 года). Занимает площадь 16,23 км².
Коммуна подразделяется на 3 сельских округа.